# Poppy Pattinson
Poppy Pattinson (Houghton-le-Spring, 30 april 2000) is een voetbalspeelster uit Engeland. Ze speelt als verdediger voor London City Lionesses in de Super League.

## Clubcarrière
Pattinson begon haar voetbalcarrière in de Sunderland meisjesacademie waarin ze actief was vanaf haar achtste tot haar dertiende levensjaar. In 2013 stapte ze over naar Middlesbrough. In 2015 keerde Pattinson terug bij Sunderland, waarvoor ze debuteerde in Super League.
Voorafgaand aan het seizoen 2017/18 tekende Pattison een contract bij Manchester City. Op 20 augustus 2017 maakte ze haar officieuze debuut voor de club in een vriendschappelijke wedstrijd tegen Bundesligaclub 1. FFC Frankfurt. Pattinson werd eenmaal opgenomen in de selectie van Manchester City, maar werd enkel ingezet in een WSL Cup wedstrijd tegen Doncaster Rovers Belles in december 2017. Met Manchester City's ontwikkelingsteam won ze zowel de FA WSL Academy League Noord als de Development League Cup door met 3-1 te winnen van Birmingham City Academy in het seizoen 2017/18. Pattinson kwam vijftien keer in actie in de beide competities tezamen.
In augustus 2018 tekende Pattison een contract bij Bristol City. Onder hoofdtrainer Tanya Oxtoby kreeg ze een vaste basisplaats en kwam ze in bijna alle wedstrijden in actie. Ze eindigde met Bristol op een zesde plaats. Een voetblessure zorgde er echter voor dat in het volgende seizoen Pattinson de eerste seizoenshelft moest missen. In december keerde ze terug, terwijl haar ploeg vocht tegen degradatie. Pattinson speelde twee seizoenen in Bristol toen ze de club verliet nadat haar contract afliep.
Op 7 juli 2020 werd bekend dat Pattinson een tweejarig contract had getekend bij Everton FC. Pattinson verliet de club nadat ook hier haar contract afliep in juni 2022.

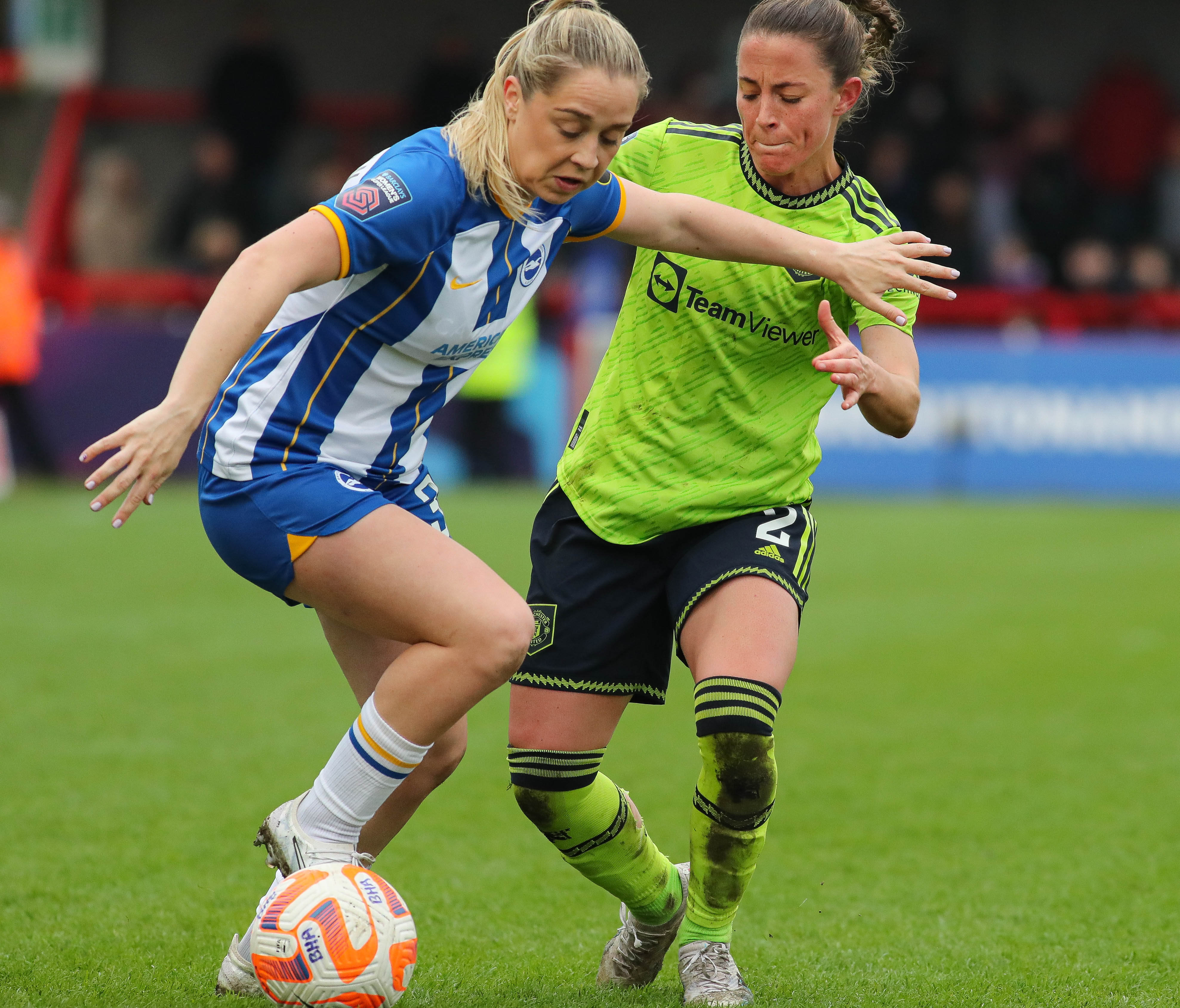
Pattinson (links) in een duel met Ona Batlle van Manchester United in april 2023

Pattinson tekende op 13 juli 2022 een tweejarig contract bij Brighton & Hove Albion. Ze maakte haar eerste doelpunt voor Brighton op 19 maart 2023 in een 2-0 uitoverwinning op Birmingham City in de FA Cup.
Op 8 juli 2025 tekende Pattison een contract bij het naar de Super League gepromoveerde London City Lionesses.

## Statistieken
| Seizoen | Club                   | Land     | Competitie   | Wedstrijden | Doelpunten |
| ------- | ---------------------- | -------- | ------------ | ----------- | ---------- |
| 2017    | Sunderland AFC         | Engeland | Super League | 1           | 0          |
| 2018/19 | Bristol City           | Engeland | Super League | 19          | 0          |
| 2019/20 | Bristol City           | Engeland | Super League | 6           | 1          |
| 2020/21 | Everton FC             | Engeland | Super League | 11          | 0          |
| 2021/22 | Everton FC             | Engeland | Super League | 17          | 0          |
| 2022/23 | Brighton & Hove Albion | Engeland | Super League | 21          | 0          |
| 2023/24 | Brighton & Hove Albion | Engeland | Super League | 16          | 0          |
| 2024/25 | Brighton & Hove Albion | Engeland | Super League | 18          | 0          |
| 2025/26 | London City Lionesses  | Engeland | Super League | 0           | 0          |
| Totaal  | Totaal                 | Totaal   | Totaal       | 109         | 0          |

Laatste update: 20 juli 2025

## Interlandcarrière
Pattison is als jeugdinternational uitgekomen voor Engeland –17, Engeland –19, Engeland –21 en Engeland -23.